# DB Brinquedos
A D.B. Brinquedos era uma rede varejista brasileira especializada na venda de brinquedos e artigos voltados a crianças. Foi a pioneira neste mercado, contava com 35 lojas, dominava 40% do mercado do Sul do Brasil e era a líder até o ano em que suas atividades foram encerradas (1997).
Uma das maiores características da empresa era contar com lojas enormes, muitas vezes similar a um verdadeiro mercado ou shopping especializado somente em brinquedos.
Em outubro de 1997 a rede foi oficialmente fechada, tendo sido decretada a sua falência no ano seguinte a pedido de 20 indústrias de brinquedos que eram suas credoras - dentre elas Estrela, Candide e Tec-Toy - devido dívidas que chegavam até R$36 milhões.
Fora a dívida, outro forte motivo para a D.B. Brinquedos decretar falência e encerrar suas atividades começou em 1994, quando brinquedos importados vendidos por camelôs começaram a competir fortemente com a indústria varejista de brinquedos.